# Codice Trivulziano 1080
Il codice Trivulziano 1080 è un codice conservato presso la Biblioteca Trivulziana di Milano riportante il testo della Divina Commedia di Dante Alighieri, oltre ai Capitoli di Jacopo Alighieri e ad alcune poesie di Bosone Novello da Gubbio. 

## Storia
Redatto a Firenze intorno al 1337 (il che lo rende uno dei più antichi codici della Commedia in circolazione) ad opera di Francesco di Ser Nardo da Barberino, il manoscritto dovette giungere, nel secolo successivo, in area veneta. Entrato in possesso del nobile milanese Gian Giacomo Trivulzio (1774-1831), il codice entrò poi a far parte della Biblioteca Trivulziana a partire dal 1935.

## [3]Descrizione
Scritto in un'elegante cancelleresca e in gotica, il codice fu arricchito dalle miniature del Maestro delle Effigi Domenicane e appartiene ai Danti del Cento. Ad opera del Trivulzio il codice fu poi rilegato in un'elegante copertina rossa in pelle con sopra scritto in oro: Dante m(ano)s(critt)o del 1337. An(ni) 16 dopo la morte del poeta.